# Dercyllidas
Dercyllidas ou Derkylidas était un général lacédémonien.

## Biographie
Il dirigea de 399 à 397 av. J.-C. une expédition en Asie Mineure pour défendre contre le grand roi les colonies grecques de cette contrée, défit les Perses en plusieurs rencontres, prit sur eux en un seul jour 3 victoires : Arisbé, Hamaxite et Colones en Troade, fit signer à Tissapherne un traité qui garantissait la paix des colonies et éleva un mur entre la Thrace et la Chersonèse.